# Den fremmede (film fra 2009)
 For alternative betydninger, se Den fremmede. (Se også artikler, som begynder med Den fremmede)
Den fremmede er en dansk kortfilm fra 2009 instrueret af Nuka Wølk Mathiassen.

## Handling
Daniels far er blevet syg og ligger for døden. Og Daniel må efter 15 års fravær nødtvungent vende tilbage til familiens gård for at hjælpe til. Her konfronteres han med sin søster - den egentlige grund til at Daniel i sin tid løb hjemmefra. Nu må Daniel beslutte om han vil stille op, med livet som indsats, for at hjælpe en søster.

## Medvirkende
- Kasper Leisner, Daniel
- Laura Drasbæk, Anna
- Torben Zeller, Far
- Pilou Asbæk, Mand #1
- Adam Brix, Mand #2
- Anders Nedergaard Nielsen, Ung Daniel
- Mathilde Maack, Ung Anna